# Gobemouche forestier
Fraseria ocreata
Espèce
Statut de conservation UICN

 LC  : Préoccupation mineure
Le Gobemouche forestier (Fraseria ocreata) est une espèce de passereaux de la famille des Muscicapidae.

## Répartition et sous-espèces
Cet oiseau est répandu en Afrique équatoriale.
Selon la classification de référence du Congrès ornithologique international (14.2. 2024) :
- Fraseria ocreata kelsalli (Bannerman, 1922) — Guinée et Sierra Leone ;
- Fraseria ocreata prosphora (Oberholser, 1922) — du Liberia au Ghana ;
- Fraseria ocreata. ocreata (Strickland, 1844) — du Nigeria à l'Ouganda et à l'Angola.

## Systématique
Le nom valide complet (avec auteur) de ce taxon est Fraseria ocreata (Strickland, 1844).
L'espèce a été initialement classée dans le genre Tephrodornis sous le protonyme Tephrodornis ocreatus Strickland, 1844
Ce taxon porte en français le nom vernaculaire ou normalisé suivant : Gobemouche forestier,.